# Наканиси, Таэко
Таэко Наканиси (яп. 中西 妙子 Наканиси Таэко, родилась 11 февраля 1931 года) — сэйю, сейчас работает на «Aoni Production». Она наиболее известна по озвучиванию различных злодеев, например, «Пантерного Когтя» в «Cutie Honey» и роли Макайдзи (Дерево Темного Мира) в первой половине второго сезона «Сейлор Мун». Также озвучивала мисс Минчин в сериале «Маленькая принцесса Сара».
Свидетельница атомной бомбардировки Хиросимы 6 августа 1945.

## Роли в аниме
1973 год
- Милашка Хани (Пантера Томагавк);

1974 год
- Хайди - девочка Альп [ТВ] (Дита);
- Chiisana Viking Vicke (Ильва);

1975 год
- Фландрийский пес [ТВ] (Госпожа Элина);

1976 год
- Кенди-Кенди [ТВ] (Голос за кадром);

1978 год
- Колокольчик Чирина (Мать Чирина);

1981 год
- Unico (Старуха);
- Маленькие женщины [ТВ] (1981) (Голос за кадром);
- Fuusen no Doratarou (Кинуё);
- Yuki (Бамба);
- Shunmao Monogatari TaoTao (Мать ТаоТао);

1983 год
- Босоногий Гэн (Хана);

1984 год
- Makiba no Shoujo Katori (Инэс);
- Choujin Locke (Леди Карн);
- Стеклянная маска [ТВ-1] (Тигуса Цукикагэ);

1985 год
- Маленькая принцесса Сара (Мисс Минчин);

1986 год
- Поллианна (Голос за кадром);

1987 год
- Маленькие женщины [ТВ] (1987) (Мэри);
- Space Fantasia 2001 Yoru Monogatari (Голос за кадром);

1989 год
- Герои пяти планет (Голос за кадром);

1991 год
- Мужчина, несравненный в любовной страсти (Голос за кадром);
- Shounen Ashibe (Голос за кадром);

1992 год
- Кенди-Кенди (фильм третий) (Эльрой);

1993 год
- Маленькие женщины [ТВ] (1993) (Мисс Марч);
- Красавица-воин Сейлор Мун Эр [ТВ] (Макайдзю);

1997 год
- Фландрийский пес - Фильм (Нурретт);

2005 год
- Эмма: Викторианская романтика (первый сезон) (Келли Стонар);

2007 год
- Эмма: Викторианская романтика (второй сезон) (Келли Стонар);